# Friedrich Blühmel
Friedrich Blühmel (Pszczyna, Alta Silesia, 1777 - 1845) fue un trompista alemán y fabricante de instrumentos.

## Biografía
Friedrich Blühmel nació en 1777 en la ciudad de Pszczyna en la región de Alta Silesia. En 1813 inventó, de manera independiente pero simultánea con Heinrich Stölzel, la tecnología de la válvula para los instrumentos de viento metal. Ambos adaptaron la trompa natural a una trompa cromática de dos válvulas. De esta forma, los instrumentos de viento metal estuvieron dotados de una mayor movilidad y se comenzaron a emplear como instrumento de melodía en las orquestas. En 1817, el compositor Breslauer Werner compuso el primer concierto para la trompa cromática y al año siguiente Blühmel y Stölzel anunciaron una patente común limitada de 10 años para este instrumento cromático proveído de válvulas. En 1819 el fabricante de instrumento de Leipzig Christian Friedrich Sattler añadió la tercera válvula. A partir de 1820 esta tecnología de válvula fue transferida a la trompeta. Estos instrumentos de válvula se afianzaron como habituales en las orquestas a partir de 1830 y, ante todo, en el área de las marchas militares.